# Debalțeve
Debalțeve (în ucraineană Дебальцеве, în rusă Дебальцево) este un oraș aflat în regiunea Donețk, Ucraina.